# Nowy Czarków
Nowy Czarków – wieś w Polsce położona w województwie wielkopolskim, w powiecie konińskim, w gminie Kramsk. Należy do sołectwa Patrzyków.
W latach 1975–1998 miejscowość administracyjnie należała do województwa konińskiego. W pobliżu miejscowości płynie rzeka Sakłak.